# Steve Martin (színművész)
Steve Martin (Waco, Texas, 1945. augusztus 14. –) Primetime Emmy- és többszörös Grammy-díjas amerikai komikus, színész, zenész. A világ egyik legismertebb bendzsójátékosa.

## Élete
Texas államban született. Az 1960-as évek elején íróként kezdett dolgozni a televíziótársaságok számára. Hatalmas sikereket aratott, egyik műsoráért megkapta az Emmy-díjat is. Az évtized vége felé már egyre gyakrabban lépett fel tévé-show-kban. A The Tonight Show-ban is számtalanszor szerepelt, majd az itt szerzett népszerűséget kihasználva országos turnéra indult, és sok-sok ezer nézőt nyűgözött le a poénjaival. Első két lemezéért Grammy-díjat kapott. A hetvenes évek végén fordult érdeklődése a játékfilmek felé, íróként és színészként is számtalan filmet jegyzett azóta. Elnyerte a New York-i filmkritikusok díját, és komoly sikert aratott a Cyrano feldolgozásával, a Roxanne-nal. A film, amelynek ő volt a forgatókönyvírója is, megkapta a legjobb forgatókönyv díját és a Los Angeles-i filmkritikusok neki ítéltek a legjobb férfi főszereplőnek járó kitüntetést is. Színdarabjait számos színház tűzi műsorára Amerika-szerte. Karrierje során ötször jelölték Golden Globe-díjra.
2006-ban nagy sikert aratott a töketlen Clouseau nyomozó szerepében A rózsaszín párduc (The Pink Panther) című vígjátékban. Az alkotás összbevétele majdnem megduplázta a költségvetését, világszerte 158 millió dollárt termelt. Az áruló (Traitor) című 2008-as filmnek a producere, és társ-forgatókönyvírója volt. 2009-ben visszafogott sikert könyvelhetett el A rózsaszín párduc 2. (The Pink Panther 2) második része, ugyanebben az évben bemutatott Egyszerűen bonyolult (It's Complicated) abszolút siker volt. Martin partnerei Meryl Streep és Alec Baldwin volt. A kritikusok abszolút negatívan értékelték Steve Martin legújabb filmjét, a 2012-es Vad évad (The Big Year) című komédiát, amely a mozikban is csúfos bukást ért el.
Hatvanéves korától kezdve gyakorta lép fel énekesként és bendzsósként (általában a Steep Canyon Rangers zenekarral) különböző zenei eseményeken, leginkább jazz fesztiválokon. Első albuma, a The Crow: New Songs for the Five-String Banjo 2009-ben jelent meg. Zenei karrierje során öt Grammy-díjat kapott, és egyike a világ legismertebb bendzsó-játékosainak.
2005-ben megkapta a legjobb amerikai humoristának járó Mark Twain-díjat, 2009-ben a Kennedy Center egyik életműdíjasa lett. Martin 2001-ben egyedül, majd 2010-ben Alec Baldwinnal közösen vezette a 82. Oscar-gálát. Őt magát egyetlen alkalommal sem jelölték Oscar-díjra. 2013-ban életmű Oscar-díjjal jutalmazták filmes pályafutását.

## Magánélete
1986 és 1994 között nős volt, felesége Victoria Tennant színésznő volt. 2007. július végén feleségül vette 26 évvel fiatalabb barátnőjét, Anne Stringfieldet. 2012 decemberében, 67 éves korában lett először édesapa. A kislány születését három hónapon keresztül sikeresen titokban tartották, a jövevény érkezésének hírét csak 2013. február 13-án írták meg a vezető amerikai és brit lapok.

## Filmográfia

### Film

#### Író és producer
| Év   | Magyar cím                  | Eredeti cím                          | Feladatkör | Feladatkör |
| Év   | Magyar cím                  | Eredeti cím                          | Író        | Producer   |
| ---- | --------------------------- | ------------------------------------ | ---------- | ---------- |
| 1977 |                             | The Absent-Minded Waiter (rövidfilm) | Igen       | Nem        |
| 1979 | A pacák                     | The Jerk                             | Igen       | Nem        |
| 1982 | Halott férfi nem hord zakót | Dead Men Don't Wear Plaid            | Igen       | Nem        |
| 1983 | Agyban nagy                 | The Man with Two Brains              | Igen       | Nem        |
| 1986 | A három amigó               | Three Amigos                         | Igen       | Vezető     |
| 1987 | Roxanne                     | Roxanne                              | Igen       | Vezető     |
| 1991 | L.A. Story – Az őrült város | L.A. Story                           | Igen       | Vezető     |
| 1994 | A sors kegyeltje            | A Simple Twist of Fate               | Igen       | Vezető     |
| 1999 | Fergeteges forgatás         | Bowfinger                            | Igen       | Nem        |
| 2005 | Az eladólány                | Shopgirl                             | Igen       | Igen       |
| 2006 | A rózsaszín párduc          | The Pink Panther                     | Igen       | Nem        |
| 2008 | Az áruló                    | The Traitor                          | Sztori     | Igen       |
| 2009 | A rózsaszín párduc 2.       | The Pink Panther 2                   | Igen       | Nem        |

#### Színész
| Év   | Magyar cím                           | Eredeti cím                           | Szerep                               | Magyar hang     |
| ---- | ------------------------------------ | ------------------------------------- | ------------------------------------ | --------------- |
| 1972 |                                      | Another Nice Mess                     | hippi                                |                 |
| 1978 |                                      | Sgt. Pepper's Lonely Hearts Club Band | Dr. Maxwell Edison                   |                 |
| 1979 | Muppet-show                          | The Muppet Movie                      | szemtelen pincér (cameo)             |                 |
| 1979 | A pacák                              | The Jerk                              | Navin R. Johnson                     | Harsányi Gábor  |
| 1981 | Filléreső                            | Pennies from Heaven                   | Arthur                               | Forgács Péter   |
| 1982 | Halott férfi nem hord zakót          | Dead Men Don't Wear Plaid             | Rigby Reardon                        | Vass Gábor      |
| 1983 | Agyban nagy                          | The Man with Two Brains               | Dr. Michael Hfuhruhurr               | Vass Gábor      |
| 1984 | Lapátra tett férjek                  | The Lonely Guy                        | Larry Hubbard                        | Varga T. József |
| 1984 | Mindenem a tiéd                      | All of Me                             | Roger Cobb                           | Koroknay Géza   |
| 1984 | Mindenem a tiéd                      | All of Me                             | Roger Cobb                           | Szombathy Gyula |
| 1984 | Mindenem a tiéd                      | All of Me                             | Roger Cobb                           | Márton András   |
| 1985 | Akiktől forog a világ                | Movers & Shakers                      | Fabio Longio (cameo)                 | Koroknay Géza   |
| 1985 | Akiktől forog a világ                | Movers & Shakers                      | Fabio Longio (cameo)                 | Mihályi Győző   |
| 1986 | A három amigó                        | Three Amigos                          | Lucky Day                            | Sinkó László    |
| 1986 | A három amigó                        | Three Amigos                          | Lucky Day                            | Tarján Péter    |
| 1986 | Rémségek kicsiny boltja              | Little Shop of Horrors                | Orin Scrivello                       | Mihályi Győző   |
| 1986 | Rémségek kicsiny boltja              | Little Shop of Horrors                | Orin Scrivello                       | Jakab Csaba     |
| 1987 | Roxanne                              | Roxanne                               | C. D. Bales                          | Fülöp Zsigmond  |
| 1987 | Repülők, vonatok, automobilok        | Planes, Trains and Automobiles        | Neal Page                            | Fülöp Zsigmond  |
| 1988 | A Riviéra vadorzói                   | Dirty Rotten Scoundrels               | Freddy Benson                        | Maros Gábor     |
| 1989 | Vásott szülők                        | Parenthood                            | Gil Buckman                          | Szersén Gyula   |
| 1989 | Vásott szülők                        | Parenthood                            | Gil Buckman                          | Barbinek Péter  |
| 1990 | Az én kék egem                       | My Blue Heaven                        | Vinnie Antonelli                     | Maros Gábor     |
| 1991 | L.A. Story – Az őrült város          | L.A. Story                            | Harris K. Telemacher                 | Ernyey Béla     |
| 1991 | L.A. Story – Az őrült város          | L.A. Story                            | Harris K. Telemacher                 | Szacsvay László |
| 1991 | Az örömapa                           | Father of the Bride                   | George Banks                         | Barbinek Péter  |
| 1991 | Grand Canyon                         | Grand Canyon                          | Davis                                | Barbinek Péter  |
| 1992 | Jöttem, láttam, beköltöztem          | Housesitter                           | Newton Davis                         | Varga T. József |
| 1992 | Páratlan prédikátor                  | Leap of Faith                         | Jonas Nightengale                    | Rátóti Zoltán   |
| 1994 | A sors kegyeltje                     | A Simple Twist of Fate                | Michael McCann                       | Kőszegi Ákos    |
| 1994 | Segítség, karácsony!                 | Mixed Nuts                            | Philip                               | Szacsvay László |
| 1995 | Örömapa 2.                           | Father of the Bride Part II           | George Banks                         | Barbinek Péter  |
| 1996 | Bilko főtörzs                        | Sgt. Bilko                            | Ernest G. Bilko főtörzsőrmester      | Csankó Zoltán   |
| 1997 | A képlet csapdája                    | The Spanish Prisoner                  | Jimmy Dell                           | Fülöp Zsigmond  |
| 1998 | Egyiptom hercege                     | The Prince of Egypt                   | Hotep (hangja)                       | Vass Gábor      |
| 1999 | Párosban a városban                  | The Out-of-Towners                    | Henry Clark                          | Barbinek Péter  |
| 1999 | Fergeteges forgatás                  | Bowfinger                             | Bobby Bowfinger                      | Szacsvay László |
| 1999 |                                      | The Venice Project                    | önmaga (cameo)                       |                 |
| 1999 | Fantázia 2000 (Róma fenyői szegmens) | Fantasia 2000                         | önmaga (házigazda)                   |                 |
| 2000 | Joe Gould titka                      | Joe Gould's Secret                    | Charlie Duell (cameo)                |                 |
| 2001 | Novocaine                            | Novocaine                             | Frank Sangster                       | Barbinek Péter  |
| 2003 | Több a sokknál                       | Bringing Down the House               | Peter Sanderson                      | Barbinek Péter  |
| 2003 | Bolondos dallamok – Újra bevetésen   | Looney Tunes: Back in Action          | Mr. Chairman                         | Mikó István     |
| 2003 | Tucatjával olcsóbb                   | Cheaper by the Dozen                  | Tom Baker                            | Józsa Imre      |
| 2004 | Diliwood                             | Jiminy Glick in Lalawood              | önmaga (cameo)                       |                 |
| 2005 | Az eladólány                         | Shopgirl                              | Ray Porter                           | Barbinek Péter  |
| 2005 | Tucatjával olcsóbb 2.                | Cheaper by the Dozen 2                | Tom Baker                            | Józsa Imre      |
| 2006 | A rózsaszín párduc                   | The Pink Panther                      | Clouseau felügyelő                   | Szombathy Gyula |
| 2008 | Bébi mama                            | Baby Mama                             | Barry                                | Barbinek Péter  |
| 2009 | A rózsaszín párduc 2.                | The Pink Panther 2                    | Clouseau felügyelő                   | Szombathy Gyula |
| 2009 | Egyszerűen bonyolult                 | It's Complicated                      | Adam Schaffer                        | Barbinek Péter  |
| 2011 | Vad évad                             | The Big Year                          | Stu Preissler                        | Barbinek Péter  |
| 2015 | Végre otthon!                        | Home                                  | Smek kapitány (hangja)               | Forgács Gábor   |
| 2015 | Káosz karácsonyra                    | Love the Coopers                      | narrátor / Rongyos, a kutya (hangja) | Máté Gábor      |
| 2016 | Billy Lynn hosszú, félidei sétája    | Billy Lynn's Long Halftime Walk       | Norm Oglesby                         | Barbinek Péter  |

Egyéb filmek
- 1977: The Absent-Minded Waiter – Steven a pincér (rövidfilm)
- 1979: The Kids Are Alright – önmaga (dokumentumfilm)
- 2005: Disneyland: The First 50 Magical Years önmaga / házigazda (rövid dokumentumfilm)
- 2017: The American Epic Sessions – önmaga (dokumentumfilm)
- 2020: Father of the Bride, Part 3(ish) – George Banks (rövidfilm)

### Televízió
| Év        | Magyar cím                                | Eredeti cím                                          | Szerep                    | Megjegyzések                                                                   |
| --------- | ----------------------------------------- | ---------------------------------------------------- | ------------------------- | ------------------------------------------------------------------------------ |
| 1967      |                                           | Off to See the Wizard                                | Simon                     | 1 epizód                                                                       |
| 1968–1969 |                                           | The Smothers Brothers Comedy Hour                    | önmaga / középkori király | 5 epizód                                                                       |
| 1971–1972 |                                           | The Sonny & Cher Comedy Hour                         | több szereplő             | 13 epizód                                                                      |
| 1974      |                                           | The Funnier Side of Eastern Canada                   | önmaga                    | stand-up különkiadás                                                           |
| 1976      |                                           | Doc                                                  | Brian Bogert              | 1 epizód                                                                       |
| 1976      |                                           | Steve Martin: On Location with Steve Martin          | önmaga                    | stand-up különkiadás                                                           |
| 1976–2022 | Saturday Night Live                       | Saturday Night Live                                  | önmaga (házigazda)        | 16 epizód                                                                      |
| 1977      | Muppet Show                               | The Muppet Show                                      | önmaga                    | 1 epizód                                                                       |
| 1978      |                                           | The Carol Burnett Show                               | önmaga                    | 1 epizód                                                                       |
| 1978      |                                           | Steve Martin: A Wild and Crazy Guy                   | önmaga                    | stand-up különkiadás                                                           |
| 1979      |                                           | Steve Martin: Homage to Steve                        | önmaga                    | stand-up különkiadás                                                           |
| 1980      |                                           | Steve Martin: Comedy is Not Pretty                   | önmaga                    | különkiadás                                                                    |
| 1980      | All Commercials... A Steve Martin Special |                                                      | önmaga                    | különkiadás                                                                    |
| 1981      |                                           | Steve Martin's Best Show Ever                        | önmaga                    | különkiadás                                                                    |
| 1982      |                                           | Twilight Theater                                     | több szereplő             | különkiadás                                                                    |
| 1984      |                                           | Domestic Life                                        | nem szerepel              | - 10 epizód - alkotó, író - és vezető producer                                 |
| 1987      |                                           | The Tracey Ullman Show                               | Rusty DeClure             | 1 epizód                                                                       |
| 1993      | És a zenekar játszik tovább…              | And the Band Played On                               | testvér (cameo)           | - tévéfilm - magyar hangja: - Szokolay Ottó                                    |
| 1998      | A Simpson család                          | The Simpsons                                         | Ray Patterson (hangja)    | 1 epizód                                                                       |
| 2001      | 73. Oscar-gála                            | 73rd Academy Awards                                  | önmaga (házigazda)        | különkiadás                                                                    |
| 2003      | 75. Oscar-gála                            | 75th Academy Awards                                  | önmaga (házigazda)        | különkiadás                                                                    |
| 2008      | A stúdió                                  | 30 Rock                                              | Gavin Volure              | 1 epizód                                                                       |
| 2010      | 82. Oscar-gála                            | 82nd Academy Awards                                  | önmaga (társ-házigazda)   | különkiadás                                                                    |
| 2016      |                                           | Maya & Marty                                         | önmaga                    | 3 epizód                                                                       |
| 2018      |                                           | An Evening You Will Forget for the Rest of Your Life | önmaga                    | stand-up különkiadás                                                           |
| 2021–     | Gyilkos a házban                          | Only Murders in the Building                         | Charles-Haden Savage      | - főszereplő - alkotó, író és vezető producer - magyar hangja: - Csankó Zoltán |